# Vlado Milošević
Pour les articles homonymes, voir Milošević.
Vlado Milošević (en serbe cyrillique : Владо Милошевић) né en 1901 et mort le 6 février 1990, est un compositeur serbe originaire de Banja Luka, Bosnie-Herzégovine. La municipalité de Banja Luka organise un festival de musique en son hommage.